# Fluorid thulitý
Fluorid thulitý je anorganická sloučenina s chemickým vzorcem TmF3.

## Příprava
Fluorid thulitý lze připravit reakcí sulfidu thulitého s kyselinou fluorovodíkovou, následovanou tepelným rozkladem:
3 Tm2S3 + 20 HF + (2 + 2x)H2O → 2 (H3O)Tm3F10·xH2O↓ + 9 H2S↑ (x=1,7)
(H3O)Tm3F10 → 3 TmF3 + HF↑ + H2O↑
Oxid thulitý reaguje s fluoračními činidly, jako fluorovodík, fluorid dusitý a fluorid xenonatý za vzniku fluoridu thulitého. Když reakce s fluoridem dusitým není úplná vzniká směs TmOF a TmF3.

## Vlastnosti
Fluorid thulitý je bílá až lehce nazelenalá pevná látka bez zápachu, která je téměř nerozpustná ve vodě. Fluorid thulitý krystalizuje v kosočtverečné soustavě v prostorové grupě Pnma (Číslo 62) s hranami mřížky a = 627,7 pm, b = 681,4 pm und c = 441,1 pm v krystalové struktuře fluoridu yttritého.

## Využití
Fluorid thulitý se používá k dopování optických skel a ke zlepšení infračerveného vyzařování ve středním infračerveném pásmu od 3,0 µm do 8 µm v oxyfluoridové sklokeramice.